# GÆA Sociedad Argentina de Estudios Geográficos
GÆA. Sociedad Argentina de Estudios Geográficos es una organización académica sin fines de lucro, establecida en Buenos Aires el 1 de abril de 1922, con fines vinculados al estudio y la difusión del conocimiento de la geografía.
La fundación contó con Carlos Ciriaco Ameghino (hermano de Florentino Ameghino, quien adhirió expresamenta con esta fundación), Raúl Pietranella, Paúl Adolf Robert Lehmann-Nitsche, Francisco De Aparicio, Elina González Acha de Correa Morales, Federico Reichter, Cristóbal María Hicken, Alfred Kölliker, Juan José Nágera, Juan Keidel, Carlos Correa Luna, Roberto Dabbene, Elisa Beatriz Bachofen, Esther Elena Bachofen, Federico Graef, Pascual Guaglianone y Carlos R. Gallardo, entre otros. En sus primeros años contó entre sus miembros, además de con geógrafos, con médicos, naturalistas, ingenieros, químicos, geólogos, antropólogos, lingüistas, escritores, docentes y políticos.
El comienzo del nombre de la sociedad es una clara referencia a Gea (Gæa en latín), diosa tierra de la mitología griega. GÆA «adoptó como emblema una parte del escudo nobiliario de Don Félix de Azara, teniendo en cuenta que así se honraba a la madre patria y se reconocían los méritos del primer geógrafo del Río de la Plata».
En 1931 la GÆA organizó la Primera Reunión Nacional de Geografía.
Desde 1924 la GÆA publica sus Boletines de GÆA (ISSN n.° 0325-2698), y desde 1984 Contribuciones científicas (ISSN n.° 0328-3194), con frecuencia anual y con referato. Convocó en su historia con una gran cantidad de publicaciones.

## Presidentes
La Sociedad Argentina de Estudios Geográficos GÆA ha tenido a lo largo de su historia los siguientes presidentes:
- Profesora Elina González Acha de Correa Morales (1922-1942)
- Contralmirante Pedro S. Casal (1942-1949)
- Profesor Federico A. Daus (1949-1957)
- Ingeniero Carlos A. Levene (1957-1961)
- Profesor Romualdo Ardissone (1961)
- Ingeniero Alfredo G. Galmarini (1961-1965)
- Profesor Federico A. Daus (1965-1981)
- Profesor Servando R. M. Dozo (1981-1988)
- Doctor Raúl Rey Balmaceda (1988-1993)
- Doctora Susana Isabel Curto (1993-1997)
- Doctor Raúl Rey Balmaceda (1997-1998)
- Profesora Delia María Marinelli de Cotroneo (1998-2001)
- Profesora Delia María Marinelli de Cotroneo (2001-2005)
- Profesora Delia María Marinelli de Cotroneo (2005-2009)
- Doctor Darío Sánchez (2009-2013)